# Juan Antonio Ignacio Fernández Peña y Angulo
Juan Antonio Ignacio Emeterio Fernández Peña y Angulo (Mérida, Venezuela, 3 de marzo de 1781 - Caracas, Venezuela, 18 de enero de 1849) fue un sacerdote venezolano, defensor de la causa patriótica y uno de los firmantes del Acta de Independencia como diputado por la provincia de Barinas. A lo largo de su vida, se desempeñó como miembro de los congresos más importantes del momento; y además fue el primer rector de la Universidad de los Andes (ULA) en haber sido escogido por la nación.  

## Vida
Fue hijo del español Jerónimo Fernández Peña y de la merideña Manuela de Angulo y Rangel. Por vía materna estaba emparentado con distintas personalidades que más tarde estarían comprometidas con la independencia: Juan Antonio y José de la Cruz Paredes Angulo, los Briceño Angulo de Barinas, José Antonio Rangel Becerra, entre otros. Realizó sus estudios universitarios en el Real Colegio Seminario de San Buenaventura de Mérida y luego en la Universidad de Bogotá, donde obtuvo el título de Doctor en Teología. Entre 1802 y 1808 fue catedrático de Filosofía Intelectual en el Colegio Seminario de San Buenaventura y Vicerrector del mismo.

## Actuación política y eclesiástica
En 1810 se hallaba en Barinas como cura y vicario de la iglesia parroquial  Nuestra Señora del Pilar y como tal acude el 5 de Mayo al cabildo celebrado ante la llegada de los emisarios caraqueños, quienes traían las noticias del 19 de abril. Al igual que Caracas, la provincia de Barinas creó una Junta Superior de Gobierno conformada por las clases dirigentes, de la cual Fernández Peña fue elegido vicepresidente, además de representar al gremio de pardos. El Doctor Cristóbal Mendoza, quien desde 1796 había llevado una importante labor jurídica en Barinas en defensa de los nativos, fue designado secretario. Al año siguiente Fernández Peña resultó elegido como diputado suplente por dicha ciudad al Primer Congreso de Venezuela, y ante la indisposición del diputado Pedro Antonio de la Roca, firmó el Acta de Independencia como diputado por Barinas el 5 de julio de 1811. A partir de entonces y durante toda la Guerra de Independencia apoyaría a los patriotas.
En el periodo de guerras, se desempeñó como cura párroco de Barinas y Ejido. En 1817 fue Prefecto de la Casa de Estudios en Barinas y en 1821 es nombrado canónigo magistral de la Catedral de Mérida y diputado conciliar; el 19 de diciembre del mismo año fue nombrado por el obispo Lasso de la Vega provisor vicario general de la Diócesis de Mérida. 
Fue elegido diputado al Congreso de la Gran Colombia reunido en Villa del Rosario. Participaría también en la Convención de Ocaña como diputado de la provincia de Mérida. En marzo de 1830, fue enviado junto al General Santiago Mariño y Martín Tovar y Ponte a Villa del Rosario de para plantear ante el Congreso de Bogotá el problema de la separación de Venezuela de la Gran Colombia y llegar a un acuerdo para buscar una solución al conflicto.
Desde 1830 ejercía interinamente el rectorado de la Universidad de San Buenaventura de Mérida. En 1831 fue elegido como primer rector de la Universidad de los Andes esto por el gobierno del José Antonio Páez, cargo que ocuparía hasta 1834. En función de su cargo, reorganizó las rentas de la universidad y redactó sus primeros Estatutos, que estuvieron vigentes durante doce años. En 1836 se encargaría de las cátedras de Teología, Derecho Canónico y Sagrada Escritura y en 1838 desempeñó otra vez el Vicerrectorado
En 1839, fue nombrado deán de la catedral de Mérida y el 24 de enero de 1840 fue nombrado por el Congreso de la República como arzobispo de Caracas, ante la muerte de Monseñor Ramón Ignacio Méndez. Un año después fue aceptado por el papa Gregorio XVI como asistente al Santo Solio y el 2 de enero de 1842 es consagrado como el cuarto arzobispo de la arquidiócesis por el obispo de Pamplona., llegando a Caracas el 25 de marzo de ese mismo año.
En los últimos años de su vida, fue abiertamente contrario al gobierno de José Tadeo Monagas, e incluso reprobó duramente el  atentado al Congreso de 1848. Tales opiniones le valieron que se le llamara a comparecer ante el Secretario del Interior y Justicia Antonio Leocadio Guzmán, recibió del Ministro tales afrentas e insultos que agraviado, murió a los pocos días, víctima de un derrame cerebral el 18 de enero de 1849 en Caracas.